# 整体叶盘

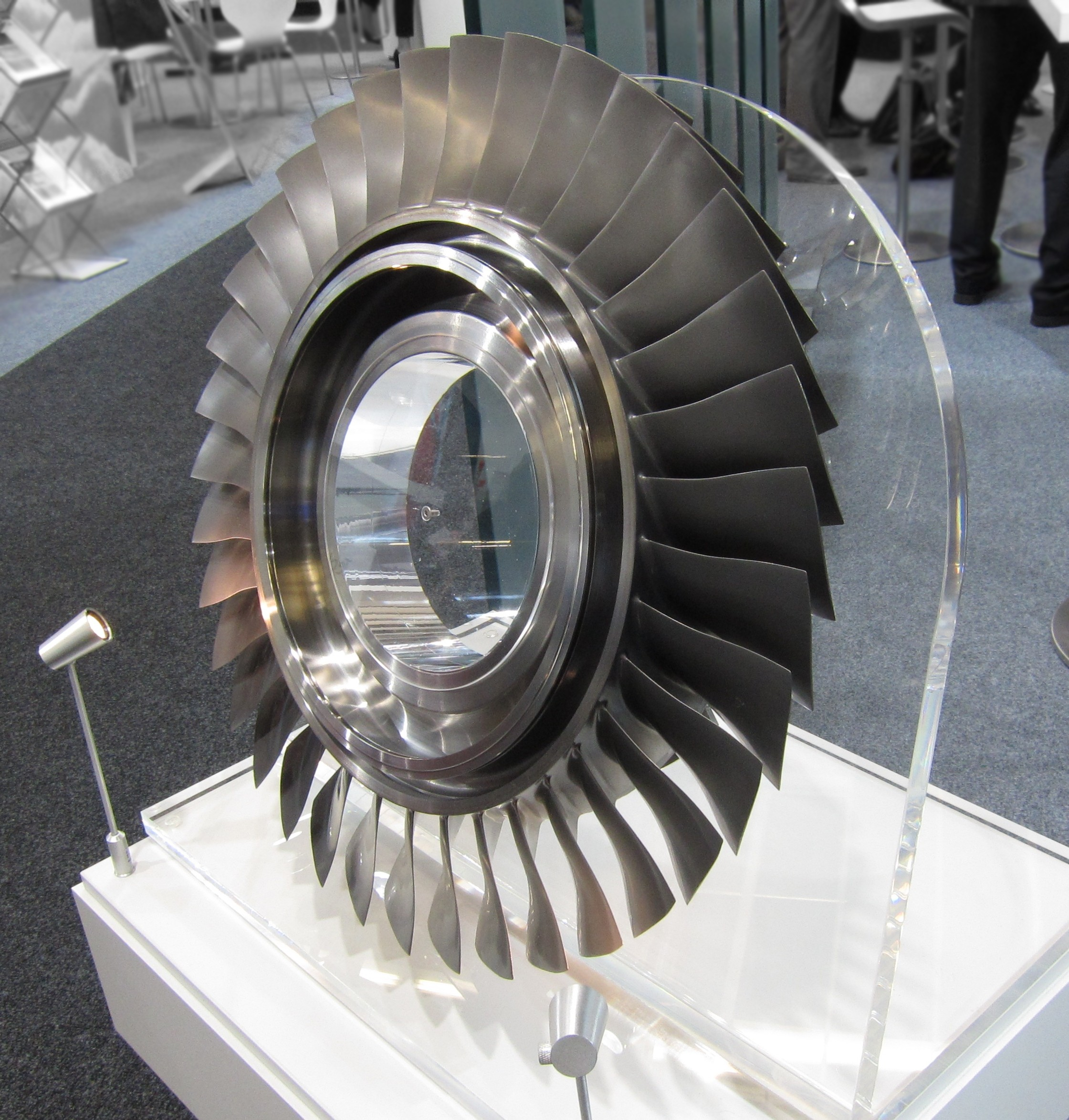
一片数控机床加工的整体叶盘部件

整体叶盘是涡轮机构中的组成部件。于传统的风扇设计上，将涡轮叶片安装在涡轮转盘上不同，整体叶盘采用涡轮叶片和涡轮转盘一体化的设计，以达到减轻重量，提高高速运作下的稳定性的目的。整体叶盘有不同的制造方式，有一整块金属通过機床切削，或转盘和叶片分别制造后再焊接在一起。整体叶盘的制造对材料选用，加工环境和精度要求极为苛刻，但其相对传统风扇的性能优势，使其称为制造下一代航空涡轮风扇发动机中的重点研制对象。

## 加工工艺
整体叶盘的加工比传统叶盘更困难，一般有数控机床切削，電化學加工，3D打印以及焊接等不同的方法。